# Micritisation

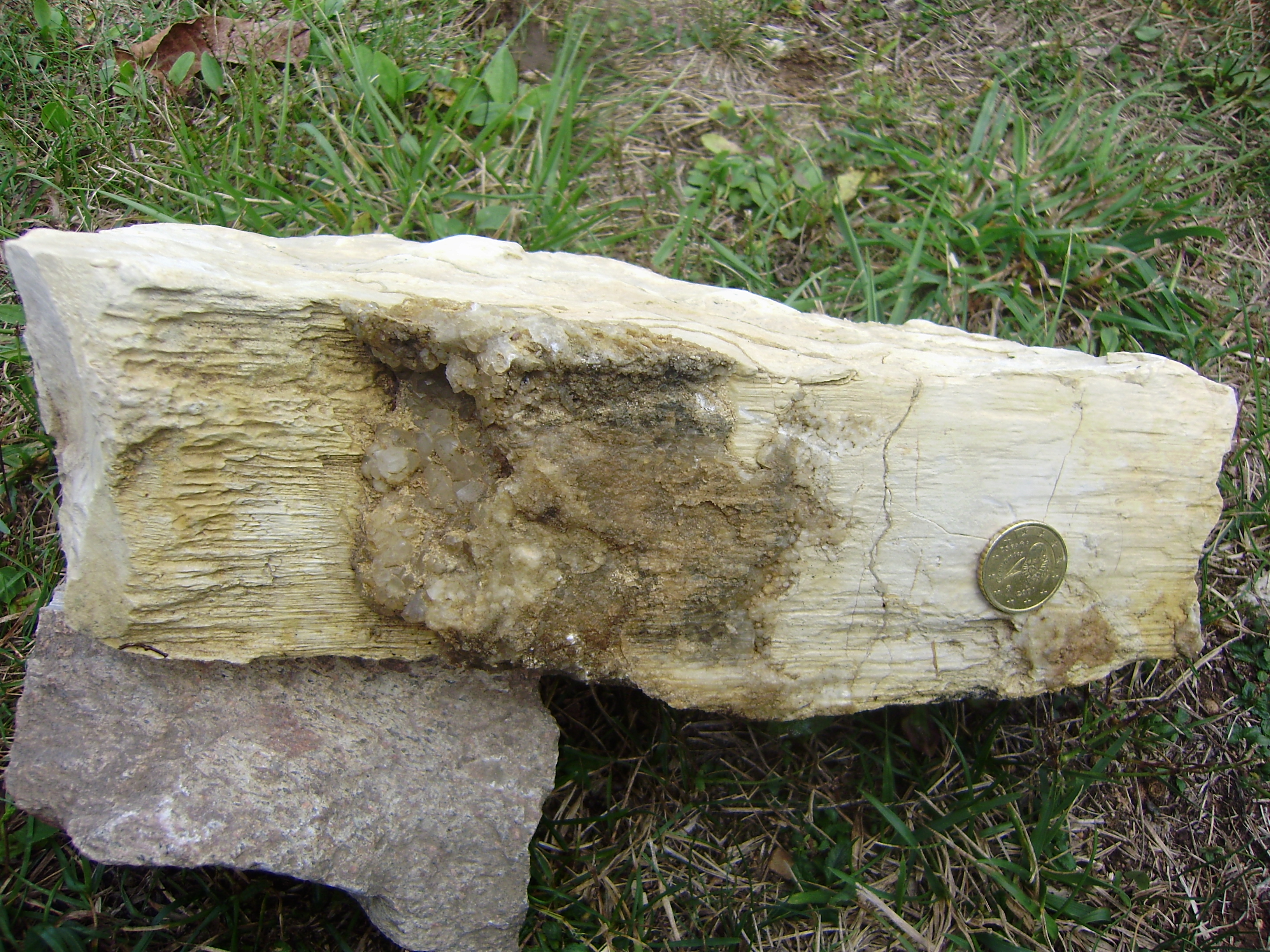
Micrite du Portlandien inférieur des Granges, près de Chapdeuil, en Dordogne. L'échantillon est coupé par un cisaillement en direction ESE-ONO et est accompagné d'un “pull-apart” rempli de calcite.

La micritisation est la formation de micrites dans les fragments de sédiments carbonatés. Elle se caractérise par l'apparition de cristaux de calcite microscopiques (entre 1 et 4 µm) dans les sédiments et se produit en raison du prélèvement par des organismes dans le carbonate en tant que nutriment et de sa transformation. 
Les organismes responsables du phénomène peuvent être des algues, des levures ou des bactéries.
Ces organismes forent des petits "tunnels" dans les clastes de cristaux. Lorsque la micritisation dure suffisamment longtemps, le processus peut former des enveloppes de micritisation autour de la claste, en particulier avec des clastes plus importantes (telles que des fragments de coquille).
La micritisation perturbe la structure cristalline originale, la composition chimique et la structure des clastes dans les sédiments.
Elle fait partie des processus de la diagénèse.